# Rinorea apiculata
Rinorea apiculata är en violväxtart som beskrevs av W.H.A. Hekking. Rinorea apiculata ingår i släktet Rinorea och familjen violväxter. Inga underarter finns listade i Catalogue of Life.